# Peter Malama

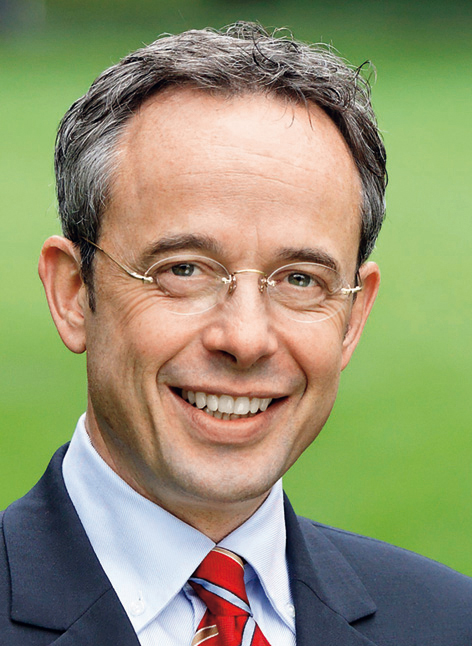
Peter Malama

Peter Malama (* 18. Oktober 1960 in Zürich; † 22. September 2012 in Basel; heimatberechtigt in Basel und Mellingen) war ein Schweizer Politiker (FDP).

## Leben
Der zweisprachig (deutsch und französisch) aufgewachsene Peter Malama besuchte die Schulen in Basel. Er studierte Politische Ökonomie und Betriebswirtschaft an der Universität Basel und schloss 1986 das Studium mit dem Lizenziat ab. Malama arbeitete zunächst als wissenschaftlicher Mitarbeiter bei der Schweizerischen Bankiervereinigung. Anschliessend war er Leiter Finanz und Verwaltung und später Geschäftsführer der Filiale Allschwil des österreichischen Ladenbaukonzerns Assmann (seit 2001 Teil der Umdasch Shopfitting Group). 1996 wechselte Malama als Leiter Finanz und Administration zum Textilhändler Hanro (heute Teil der österreichischen Huber Holding) nach Liestal und später als Leiter der Bereiche Finanzen, Controlling, Informatik, Personal, Ausbildung und Immobilien zum Kleiderhändler Spengler (heute Teil der Schild AG). Ab dem 1. Dezember 2001 war er Direktor des Gewerbeverbands Basel-Stadt.
In der Schweizer Armee war er Oberst im Generalstab.
Malama verstarb in der Nacht auf den 22. September 2012 im Alter von 51 Jahren; er litt seit drei Jahren an Krebs. Er hinterliess seine Ehefrau und drei Kinder. Er wohnte in Basel.

## Politik
1982 trat Malama in die FDP Basel-Stadt ein. Von 2005 bis 2009 war er Mitglied des Grossen Rates des Kantons Basel-Stadt. Dort gehörte er der Geschäftsprüfungskommission an.
Bei den eidgenössischen Wahlen 2007 gelang Malama der Einzug in den Nationalrat auf Kosten seines Parteikollegen Urs Schweizer, der im Dezember 2006 für den zurückgetretenen Johannes Randegger nachgerückt war. Bei den Wahlen vom 23. Oktober 2011 wurde er wiedergewählt.
Für die Basler Regierungsratswahlen 2008 erwartete die Partei seine Kandidatur; da Malama sich aber nicht für das Amt zur Verfügung stellte, traten die bürgerlichen Parteien nur mit drei statt vier Kandidaten an. Nachrücker für Malama im Nationalrat wurde der Basler FDP-Präsident Daniel Stolz, da Baschi Dürr zugunsten einer Kandidatur für den baselstädtischen Regierungsrat verzichtete.